# Бан, Фридьеш
Фри́дьеш Бан (венг. Bán Frigyes; 19 июня 1902, Кашау, Австро-Венгрия, ныне Кошице, Словакия — 30 сентября 1969, Будапешт, Венгрия) — венгерский кинорежиссёр, сценарист и актёр.

## Биография
Окончил военное училище. Он работал ассистентом на Будапештской кинофабрике. Так же был актёром в театре. В 1939 году дебютировал в кино как режиссёр («Матьяш наводит порядок»). Часто обращался к произведениям национальной литературной классики, которую скрупулёзно экранизировал. После Второй мировой войны он снял первый «социалистический фильм». В 1967 году он начал снимать «Сумасшедший отпуск» (Фильм был закончен Кароли Макк в 1968 году).
Был женат на актрисах Эве Вашш и Като Тимар (венг. Timár Kató).
Погиб в автомобильной катастрофе. Похоронен на кладбище Фаркашрети в Будапеште.

## Избранная фильмография

### Режиссёр
- 1939 — Матьяш наводит порядок / Mátyás rendet csinál
- 1940 — Мутная ночь / Zavaros éjszaka
- 1941 — Янош Хари / Háry János
- 1941 — Ночь в Эрдейе / Egy éjszaka Erdélyben
- 1942 — Последняя песня / Az utolsó dal
- 1942 — Пост №5 / 5-ös számú őrház
- 1942 — Любовь кадета / Kadétszerelem
- 1942 — Дочь ночи / Az éjszaka lánya
- 1974 — Разочарование / Csalódás
- 1974 — Ночная музыка / Éjjeli zene
- 1943 — Парень на насыпи / Legény a gáton
- 1943 — Свидание на берегу моря / Tengerparti randevú (с Борисом Борозановым)
- 1944 — Болгарско-венгерская рапсодия / Bulgaro-ungarska rapsodiya (с Борисом Борозановым, Венгрия—Болгария)
- 1944 — Всё-таки остаюсь / Azért is maradok
- 1944 — Три голубя / A három galamb
- 1947 — Пророк полей / Mezei próféta
- 1948 — Пядь земли / Talpalatnyi föld (по роману Пала Сабо)
- 1949 — Барские затеи / Úri muri
- 1950 — Освобождённая земля / Felszabadult föld
- 1951 — Боевое крещение / Tüzkeresztség
- 1951 — Первая ласточка / Elsö fecskék
- 1952 — Земмельвейс / Semmelweis
- 1953 — Лейтенант Ракоци / Rákóczi hadnagya (в советском прокате «Невеста героя»)
- 1956 — Карманы и люди / Zsebek és emberek
- 1957 — По приказу императора / A császár parancsára
- 1957 — Тихая квартира / Csendes otthon
- 1958 — Винтовая лестница / Csigalépcsö
- 1958 — Зонтик святого Петра / Szent Péter esernyöje (по Кальману Миксату, Венгрия—Чехословакия, с Владиславом Павловичем[чеш.])
- 1959 — Бедные богачи / Szegény gazdagok (по Мору Йокаи, в советском прокате «Под чёрной маской»)
- 1960 — Рангом ниже / Rangon alul
- 1961 — Пойду к министру / Felmegyek a miniszterhez
- 1962 — Солнце на льду / Napfény a jégen
- 1963 — Праковски – славный кузнец / Prakovszky a siket kovács (ТВ)
- 1964 — Фальшивомонетчик / A pénzcsináló
- 1964 — Жаль бензина / Kár a benzinért
- 1967 — Тухлая вода / Büdösvíz (в советском прокате «Чудо в Ломбаше»)

### Сценарист
- 1940 — Мутная ночь / Zavaros éjszaka
- 1942 — Пост №5 / 5-ös számú őrház
- 1942 — Любовь кадета / Kadétszerelem
- 1947 — Пророк полей / Mezei próféta
- 1950 — Освобождённая земля / Felszabadult föld
- 1958 — Зонтик святого Петра / Szent Péter esernyöje
- 1959 — Бедные богачи / Szegény gazdagok (в советском прокате «Под чёрной маской»)

### Актёр
- 1962 — Солнце на льду / Napfény a jégen
- 1964 — Фальшивомонетчик / A pénzcsináló — Йожеф Ференц

## Награды

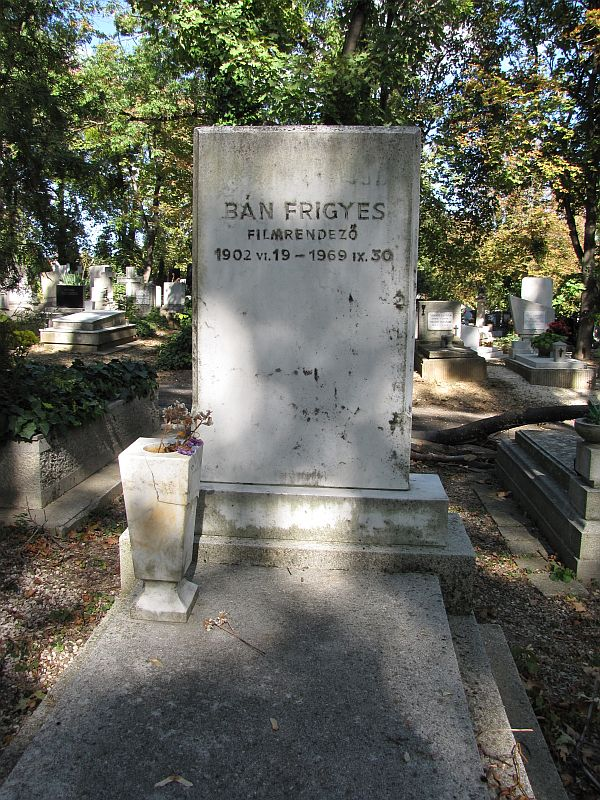
Могила Фридьеша Бана на кладбище Фаркашрети в Будапеште

- 1941 — Кубок Биеннале 9-го Венецианского международного кинофестиваля («Мутная ночь»)
- 1949 — премия кинофестиваля в Марианске-Лазне («Пядь земли»)
- 1951 — премия кинофестиваля в Карловых Варах («Боевое крещение»)
- 1952 — премия кинофестиваля в Карловых Варах («Земмельвейс»)
- 1952 — Заслуженный артист ВНР
- 1950 — Премия имени Кошута
- 1952 — Премия имени Кошута
- 1954 — Премия имени Кошута
- 1966 — Народный артист ВНР